# СТС
«СТС» («Сеть телевизионных станций»; наименование СМИ — «Первый развлекательный СТС») — российский федеральный телеканал. Принадлежит холдингу «СТС Медиа».
Телеканал СТС, начав своё вещание 1 декабря 1996 года, стал первой российской телевизионной сетью. Аналоговый сигнал телеканала распространялся либо посредством собственных местных станций, либо через региональных партнёров. В настоящее время СТС входит во второй мультиплекс цифрового телевидения (в данном случае лицензия на вещание уже принадлежит не местным вещателям, а непосредственно АО «СТС»).
Позиционирует себя как «классический развлекательный канал». В эфире канала большое количество фильмов, телесериалов, мультфильмов и телешоу. Целевая аудитория СТС: все от 10 до 45 лет. По данным на 2024 год занимает седьмое место по доле аудитории среди общенациональных каналов.
21 декабря 2009 года начала вещание международная версия телеканала — «СТС International».

## История

### 1996—2002. Первые годы вещания

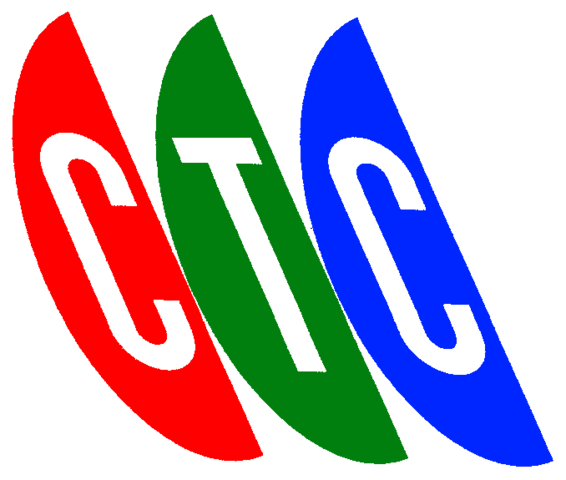
Первый логотип СТС (1996—1997)

Телевизионная сеть СТС была основана американским предпринимателем Питером Герви (Peter Gerwe), который первый на российском рынке предложил франчайзинговую сетевую модель вещания, при которой за распространение телевизионного сигнала в регионах отвечают независимые вещатели-аффилиаты, получающие за свои услуги часть рекламного времени канала. Идея создания подобной телесети вынашивалась компанией StoryFirst Communications ещё с 1993 года.
1 декабря 1996 года московский дециметровый канал AMTV, петербургский «Шестой канал», нижегородский «Ника TV», казанский «Канал 6» и несколько региональных телекомпаний, которые Герви и его финансовый партнёр Майк Вик (Myron Wick) развивали на собственные и заёмные средства, начали совместное вещание под маркой СТС (что сначала расшифровывалось как «Содружество телевизионных станций», а с 2002 года — как «Сеть телевизионных станций»). Изначально запуск СТС планировалось осуществить в январе, а позже в октябре 1996 года, но этому помешали финансовые и правовые проблемы. В первые месяцы существования телеканала объём вещания составлял всего 9 часов в сутки, а начинал своё вещание канал с 15:00 (в выходные), 17:00 (в рабочие дни).
Принципиальным отличием телесети СТС от ТВ-6 или АСТ-2х2 стали: цифровое вещание на несколько часовых поясов, наличие большого числа дорогого по тем временам зарубежного контента и отсутствие лицензии на эфирное вещание — держателями таковых во всех городах вещания являлись местные телекомпании, ретранслировавшие СТС. Например, в Москве таким держателем лицензии являлось ООО «Ассоциация Марафон-ТВ» (позднее — СМИ «Телеканал СТС-8», СМИ «Телеканал СТС-Москва»), в Санкт-Петербурге — ЗАО «Телекомпания Шестой канал».
Первым гендиректором канала был Сергей Скворцов. В качестве главного продюсера на телеканале работал известный тележурналист Олег Вакуловский, а спортивным продюсером был Василий Кикнадзе.

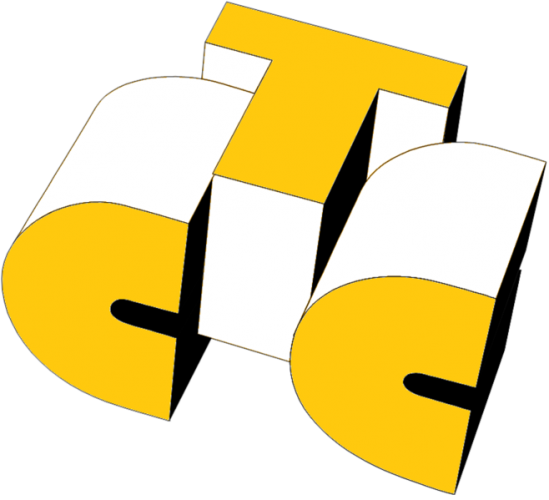
Второй логотип СТС (1997—2001)

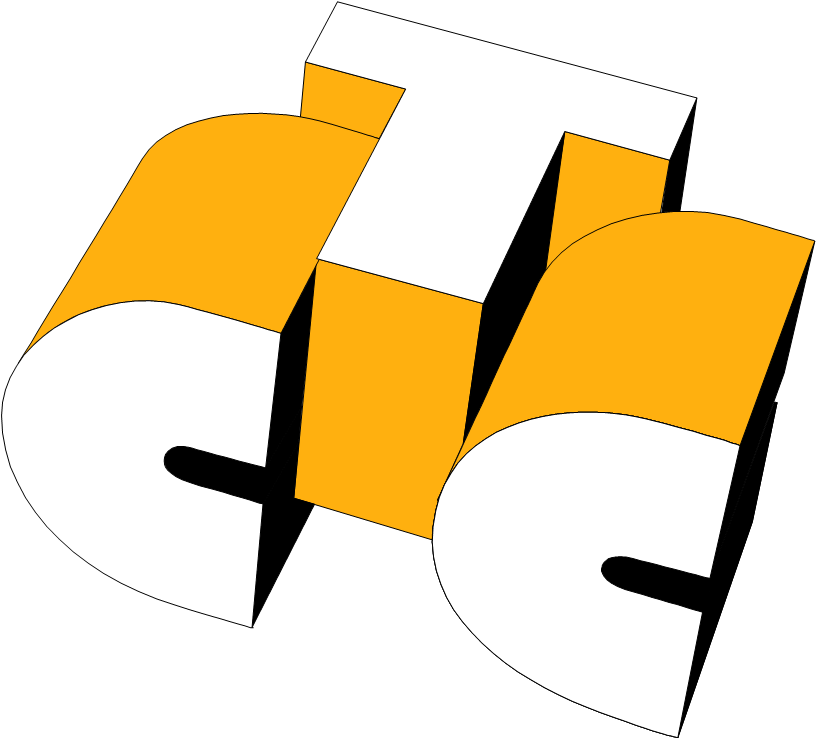
Третий логотип СТС (2001—2005)

В сентябре 1997 года телеканал сменил оформление. На смену первому логотипу в виде трёх полукругов пришёл новый логотип, представляющий собой три объёмные буквы СТС с лежащей буквой «Т». Этот логотип в дальнейшем неоднократно видоизменялся, просуществовав до 2012 года.
В 1998 году генеральным директором СТС становится Роман Петренко. При нём в 1999 году показатели телеканала приблизились к показателям центральных телеканалов ОРТ, РТР и НТВ, при этом опережая ТВ-6 и ТВ Центр (в первый год существования показатели смотрения составляли всего 1 %, что было существенно меньше, чем и у НТВ, и у ТВ-6).
В первые годы сетка вещания телеканала состояла преимущественно из телесериалов зарубежного производства («Альф», «Даллас», «Беверли-Хиллз, 90210», «Мелроуз-Плейс», «Чудеса науки», «Полиция Майами: Отдел нравов» и другие). Также выходило небольшое количество передач отечественного производства; известным юмористическим проектом СТС тех лет был «Осторожно, модерн!». Большой популярностью пользовались рубрика «Кино в 21:00», в которой транслировали преимущественно зарубежные кинофильмы, в том числе блокбастеры категории А, и дневной блок мультфильмов (производства «Союзмультфильм», «Walt Disney», «Warner Brothers» и других студий).
С 9 сентября 2000 по 24 августа 2002 (эфиры в США с 3 августа 2000 до 11 июля 2002 года) на СТС выходила программа «Мировой реслинг», которая является сокращённой 45-минутой международной версией шоу WWF/WWE SmackDown!, комментаторами являлись актёры озвучивания Всеволод Кузнецов и Александр Новиков.
27 августа 2000 года, из-за пожара на Останкинской телебашне, в районе 16:20 мск вещание телеканала (в версии «СТС-Москва», на Москву и Московскую область) было прервано. Трансляция канала в части московских районов возобновилась с 17:28 5 сентября 2000 года благодаря запуску резервного передатчика мощностью 200 Вт, полученного из Новочеркасска.

### 2002—2008. Эпоха Александра Роднянского
Доля аудитории СТС в начале 2000-х гг. (при Романе Петренко) установилась в районе 5—6 %. 2001 год СТС завершил пятым по популярности телеканалом России, аудитория его была практически равна аналогичной у метрового канала ТВ-6. Для дальнейшего увеличения рейтингов требовалась смена концепции — СТС с самого своего основания позиционировался как молодёжный телеканал, его эфир занимал контент преимущественно зарубежного производства, поэтому нужно было перепозиционироваться в канал для семейной аудитории и увеличить количество проектов собственного производства. Это новое руководство СТС и начало́ осуществлять: в 2002 году на телеканале произошла смена менеджмента, вместо Романа Петренко генеральным директором канала стал Александр Роднянский, кардинально изменивший программную стратегию.
Роднянский собрал мощную творческую команду. В частности, значительный вклад в развитие программ выходного дня внёс Александр Цекало, работавший на СТС в 2002—2007 годах. На телеканале активно развивалась журналистика: появились «Детали» с ведущей Тиной Канделаки, «Истории в деталях» с Сергеем Майоровым, «Кино в деталях» с Фёдором Бондарчуком. Снимались развлекательные шоу («Ты — супермодель», «Жизнь прекрасна»), интеллектуальные игры (наиболее известной является «Самый умный», которую вела Тина Канделаки), развлекательно-познавательные программы («Галилео» с ведущим Александром Пушным). Татьяна Лазарева, Михаил Шац и другие юмористы, ранее создававшие для ТВ-6 программу «О.С.П.-студия» и сериал «33 квадратных метра», в 2002 году перешли на СТС вместе с этими двумя проектами. Затем Лазарева, Шац и присоединившийся к ним Александр Пушной открыли для СТС новый жанр — шоу импровизаций (программы «Хорошие шутки» и «Слава Богу, ты пришёл!»).
В дни захвата заложников в театральном центре на Дубровке 24 октября 2002 года на телеканале по инициативе Роднянского транслировалась продукция телекомпании «Эхо-ТВ» (выпуски программ «Сейчас в России» и «Искренне Ваш»). Ранее телеканал, позиционирующий себя как чисто развлекательный, не показывал передачи на политическую тематику.
СТС развивал и сериальное направление. Осенью 2003 года телеканал запустил линейку отечественных телесериалов. Из запущенных до середины 2006 года сериалов наиболее успешными были историческая драма «Бедная Настя» (первый российский телероман, снятый по голливудским технологиям — съёмки поточным методом впритык к эфиру), ситкомы «Моя прекрасная няня» и «Кто в доме хозяин?», драмеди «Не родись красивой», а также экранизации по детективам Дарьи Донцовой («Даша Васильева. Любительница частного сыска», «Евлампия Романова. Следствие ведёт дилетант» и другие) и Татьяны Устиновой («Мой личный враг», «Миф об идеальном мужчине» и другие). С этого момента российские телесериалы постепенно начинают вытеснять из прайм-тайма зарубежные — в частности, из-за низких рейтингов последних. К 2009 году отечественные телесериалы задвинули западные на ночной, а также на утренний эфиры. Под эту категорию попали такие сериалы, как «Анатомия страсти», «Зачарованные», «Зена — королева воинов», «Одинокие сердца», «Тайны Смолвиля», «Теория Большого взрыва» и «Части тела».

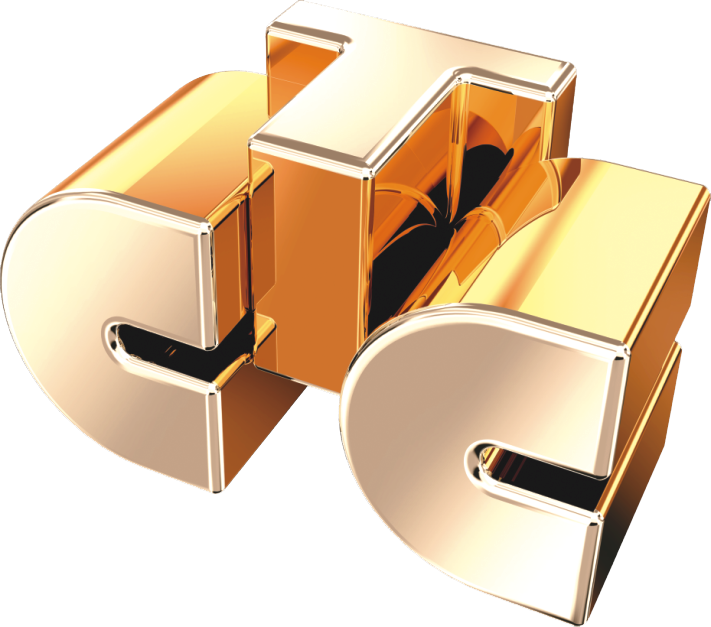
Логотип СТС с 2005 по 2012 год (использовался в эфире); с 2004 по 2007 год (использовался в заставках)

Уже в 2002 году СТС прочно вышел на четвёртое место по аудиторным показателям среди российских телеканалов; до середины 2006 года рейтинги СТС неизменно шли вверх, приблизившись к показателям метрового канала НТВ. В 2005 году доля СТС достигла рекордного для телеканала значения — 10,3 % (данные по аудитории «Россия, Все 4+»). Однако в конце 2006 — начале 2008 года на СТС произошёл спад. Причиной неудач стали некоторые провальные сериалы, не оправдавшие ожиданий руководства канала (такие как «Петя Великолепный», «Тридцатилетние», «Сердцеедки»).

Логотип СТС с 2007 по 2012 год (использовался в заставках); в 2010 и 2011 годах (использовался в эфире)

Однако параллельно с этим на СТС продолжали появляться и высокорейтинговые проекты. Ещё в 2005 году с REN-TV на СТС перешёл продюсер Вячеслав Муругов. Он создал целый ряд успешных оригинальных телепроектов, первые из которых на СТС вышли в 2006—2008 годах: скетч-шоу «6 кадров», а также телесериалы в жанрах драмеди («Кадетство», «Ранетки», «Я лечу») и ситком («Папины дочки»). Среди других успешных сериалов тех лет — драмеди «Дочки-матери» и драма «Атлантида». В 2007 году телеканалом проводился музыкальный конкурс «СТС зажигает суперзвезду», победительницей которого стала молодая российская певица Нюша.
Доля аудитории канала СТС среди российских телезрителей старше 4-х лет с 1999 по 2007 год
|               | 1999 | 2000 | 2001 | 2002 | 2003 | 2004 | 2005 | 2006 | 2007 |
| ------------- | ---- | ---- | ---- | ---- | ---- | ---- | ---- | ---- | ---- |
| Показатели, % | 5,6  | 5,2  | 6,3  | 6,6  | 9,1  | 9,8  | 10,3 | 10,2 | 8,8  |

### 2008—2014. Период Вячеслава Муругова
24 июня 2008 года Александр Роднянский покинул пост генерального директора СТС. В сентябре гендиректором телеканала был назначен Вячеслав Муругов. Новый руководитель скорректировал целевую аудиторию СТС: с 2009 по 2012 год происходит переход от концепции семейного канала в сторону семейно-молодёжного, и 1 января 2013 года СТС переходит на более узкую целевую аудиторию (с возрастной группы «6—54» на зрителей «10—45 лет»).
В начальный период руководства телеканалом Муругова СТС продолжал осваивать жанры инфотейнмента («Инфомания», «Большой город», «Теория относительности», «InterСеть»), документалистики («Хочу верить!» и «История российского шоу-бизнеса» с ведущим Борисом Корчевниковым). Однако со временем подобные проекты перестали приносить прибыль. Ещё в 2009 году в последний раз вышли «Истории в деталях» (обновлённая версия 2011 года — «Детали. Новейшая история» — продержалась недолго). В 2012 году были закрыты «Инфомания» и телеигра «Самый умный»:
«С программой „Самый умный“ закончилась в определённом смысле эпоха Роднянского на СТС. Ведь это он придумал познавательные развлечения и продвигал целый ряд проектов, которые были связаны не просто с развлечением, а ещё с чем-то новым, полезным, чем-то интересным и удивительным».
— ведущая игры «Самый умный» Тина Канделаки
Падение интереса к подобным проектам явилось следствием происходящей на современном этапе сегментации телеканалов. Всё это привело к увеличению зависимости канала от сериалов и юмористических программ. В 2009—2011 годах на СТС появились новые высокорейтинговые проекты — юмористическое шоу «Уральские пельмени», скетчком «Даёшь молодёжь!», драмеди «Маргоша», ситкомы «Воронины» и «Светофор», мистический триллер «Закрытая школа». В 2010—2011 годах на канале вышло шоу «Украинский квартал» — ряд российских концертов украинской команды КВН «95-й квартал», возглавляемой Владимиром Зеленским — СТС участвовал в непосредственной организации съёмок (однако шоу не получило высоких рейтингов). В 2012 году прекратили своё существование «Хорошие шутки», а вскоре с телеканала ушли Татьяна Лазарева и Михаил Шац. Руководство канала не назвало причины увольнения телеведущих; по мнению же самой Татьяны Лазаревой, увольнение было связано с их «антипутинскими» настроениями и оппозиционной деятельностью. Другой возможной причиной увольнения ведущих могли быть низкие рейтинги их последних проектов.
В 2012 году из сетки вещания канала был убран дневной блок мультсериалов (остался только утренний). Причиной стало снижение рейтингов мультсериалов на СТС вследствие распространения эфирных телеканалов «Карусель» и Disney, оттянувших на себя часть детской и подростковой аудитории. При этом и после 2012 года на СТС сохранился показ полнометражных анимационных фильмов по выходным в дневное и вечернее время.
В направлении сериалов Муругов со временем начинает менять стратегию: телеканал стал реже снимать адаптации и увеличивать при этом количество оригинальных форматов, что положительно отразилось на рейтингах. Так, из запущенных в 2012—2013 годах сериалов самыми популярными стали оригинальные: ситкомы «Восьмидесятые» и «Кухня», приключенческая комедия «Пока цветёт папоротник» и спортивная драма «Молодёжка».
Между тем на телеканале стали отчётливо проявляться черты кризиса. В период с 2006 по 2016 год «СТС Медиа» являлась публичной компанией, что заставляло менеджмент в первую очередь беспокоиться о рентабельности бизнеса. Вопросы же развития контента со временем всё больше отходили на второй план. В итоге это вело к уменьшению числа хитов, запускам некоторых новых проектов невысокого качества. Как следствие, если в 2009 году доля телеканала была равна 8,8 %, то в 2014-м — 5,8 % (данные по аудитории «Россия, Все 4+»). Падение началось в середине 2010 года, а по результатам 2012 года СТС опустился с четвёртого на пятое место по рейтингам среди общенациональных каналов, впервые уступив каналу ТНТ. Другой причиной снижения рейтингов было то, что российским зрителям становилось доступным всё большее число телеканалов, что способствовало снижению доли аудитории крупнейших каналов, в том числе доли СТС.
В январе 2011 года телеканал перешёл на круглосуточное вещание (до этого, ещё с 2005 года, практиковались небольшие технические перерывы приблизительно с 5:30 до 6:00).

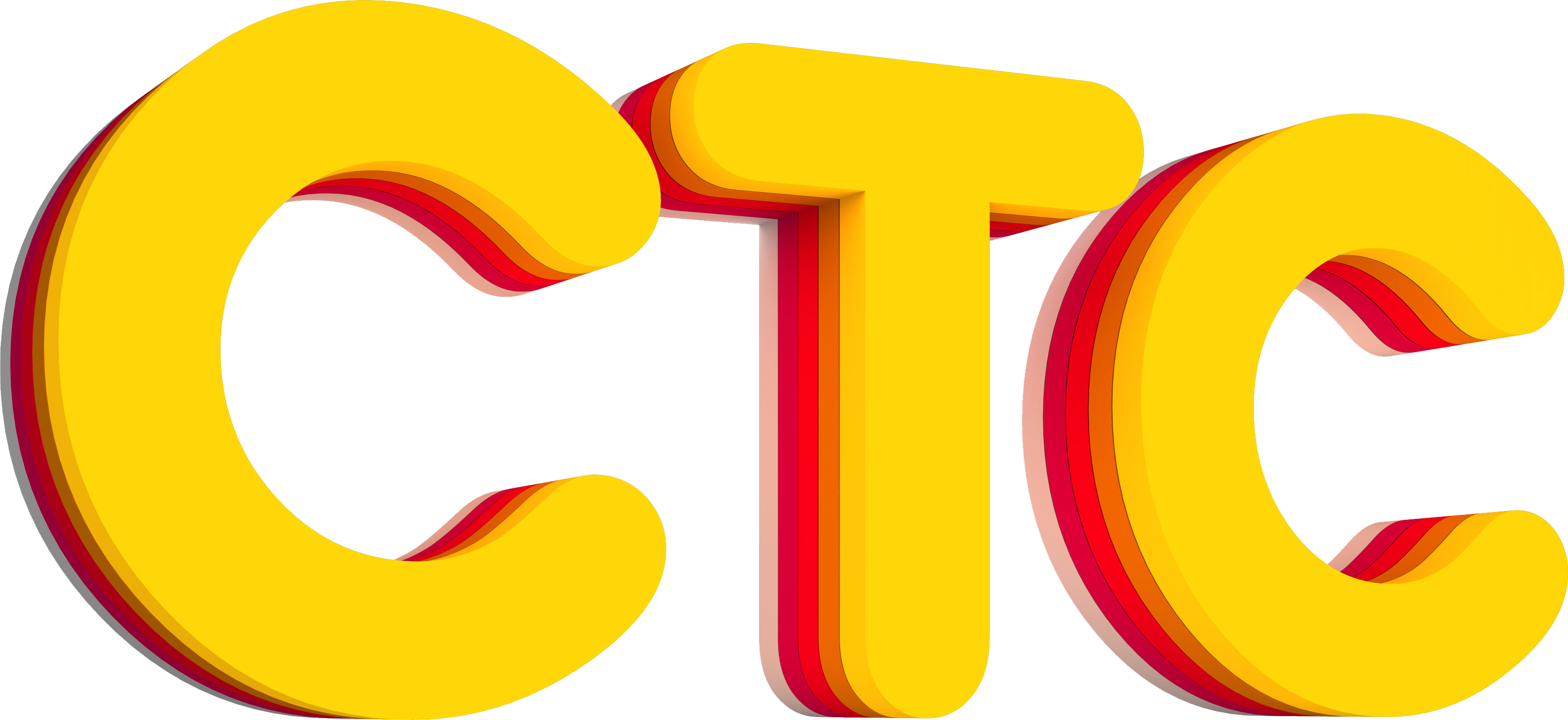
Логотип СТС с сентября по декабрь 2012 года

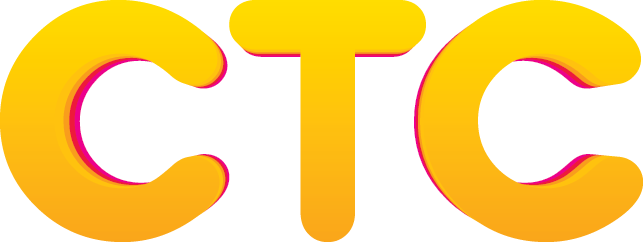
Логотип СТС (2012—2015)

В сентябре 2012 года у телеканала появился новый логотип, представляющий собой простую надпись «СТС». В дальнейшем этот логотип неоднократно модифицировался.
14 декабря 2012 года СТС вошёл во второй мультиплекс цифрового телевидения России.
Доля аудитории канала СТС среди российских телезрителей старше 4-х лет с 2008 по 2014 год
|               | 2008 | 2009 | 2010 | 2011 | 2012 | 2013 | 2014 |
| ------------- | ---- | ---- | ---- | ---- | ---- | ---- | ---- |
| Показатели, % | 8,8  | 8,8  | 8,4  | 7,5  | 6,7  | 6,6  | 5,8  |

### 2015—2022. Смены менеджмента и возвращение Муругова

Логотип СТС в 2015—2016 годах

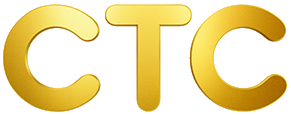
Логотип СТС в 2016—2017 годах

В конце декабря 2014 года Вячеслав Муругов покинул пост генерального директора СТС. С 1 января 2015 по март 2016 года должность гендиректора занимала Эльмира Махмутова. 10 марта 2015 года завершено преобразование ЗАО «Сеть телевизионных станций» в АО «СТС». 30 мая 2016 года генеральным директором вновь стал Вячеслав Муругов, при этом все основные полномочия по управлению телеканалом были отданы в руки Дарьи Легони-Фиалко, назначенной директором телеканала СТС с 1 сентября 2016 года.
С середины 2015 года падение рейтингов телеканала прекратилось, на протяжении 2016—2017 годов аудитория СТС немного выросла. Этому способствовало, в частности, и появление новых хитов — ситкомов «Отель Элеон» (спин-офф «Кухни») и «Ивановы-Ивановы», созданных продюсерской компанией Yellow, Black and White.
Дарья Легони-Фиалко уточнила концепцию телеканала: СТС отныне должен чётко позиционироваться как «канал романтического реализма, канал для оптимистов и семейного, совместного просмотра». Для повышения качества контента, выходящего на телеканале, был начат переход к новой стратегии развития — увеличению сроков девелопмента для запускаемых телепроектов (что заключается в более тщательном контроле сценариев и производства сериалов и телешоу). Также в декабре 2017 года аффилированная компания Art Pictures Distribution купила основную часть библиотек голливудских компаний Warner Bros., MGM, Paramount и Sony Pictures — это привело к увеличению количества кинопремьер на СТС. По словам Вячеслава Муругова, сильный кинопоказ — это «страховочный трос СТС», который позволяет свободнее экспериментировать с разработкой проектов собственного производства телеканала.
С февраля по март 2018 года в эфире СТС шли рекламные перебивки, в которых ведущие и актёры сериалов телеканала призывали идти на президентские выборы (при этом не говоря, за кого именно надо голосовать), чего ранее с момента начала вещания телеканала не наблюдалось. Более того, была снята и несколько раз показана специальная серия ситкома «Воронины», имеющая неоднократные отсылки к выборам.
Проекты, запущенные непосредственно командой Дарьи Легони-Фиалко (музыкальное шоу «Успех», драмеди «Психологини» и другие), успеха у аудитории не имели. К тому же в конце 2017 года с телеканалом прекратила сотрудничество студия Yellow, Black and White, создавшая для СТС основные хиты последних лет. По данным некоторых источников, конфликт СТС со студией возник по вине Легони-Фиалко. В итоге в апреле 2018 года Дарья Легони-Фиалко покинула канал СТС.
С апреля 2018 года оперативным управлением канала занимается Вячеслав Муругов, а производство контента контролирует назначенный генпродюсером Антон Федотов.
В 2018—2020 годах Сергей Светлаков, Александр Незлобин и Михаил Галустян выпустили на СТС несколько юмористических шоу: возрождённый проект «Слава Богу, ты пришёл!» и новый — «Русские не смеются». На телеканал ненадолго вернулся Михаил Шац — он вёл развлекательное игровое шоу «Дело было вечером».
1 февраля 2019 года телеканал перешёл на формат вещания 16:9. В ноябре 2019 года начала вещание HD-версия телеканала.
По итогам 2019 года СТС обогнал ТНТ по доле аудитории и вернул себе лидерство среди развлекательных телеканалов России. Из появившихся в 2019—2022 годах сериалов самыми заметными стали спортивная комедия «Дылды», фантастическая комедия «Гости из прошлого», ситкомы «Родком», «Жена олигарха» и «Тётя Марта». С 2020 года телеканал также практикует показ интернет-сериалов, первоначально выходивших на различных онлайн-сервисах («more.tv», «Start», «Кинопоиск» и других): в частности, драмеди «Чики», мистическая фантастика «Пищеблок», ситком «Гранд» (спин-офф «Отеля Элеон»), спортивная драма «Регби». В 2021 году было возобновлено сотрудничество СТС со студией Yellow, Black and White.
Параллельно СТС стал увеличивать производство развлекательных шоу. Была запущена возрождённая русская версия приключенческой телеигры «Форт Боярд» (ведущие — Сергей Шнуров, позднее — Сергей Бурунов). С «Первого канала» на СТС перешло спортивное игровое шоу «Русский ниндзя» (позднее — «Суперниндзя»).
Доля аудитории канала СТС среди российских телезрителей старше 4-х лет с 2015 по 2022 год
|               | 2015 | 2016 | 2017 | 2018 | 2019 | 2020 | 2021 | 2022 |
| ------------- | ---- | ---- | ---- | ---- | ---- | ---- | ---- | ---- |
| Показатели, % | 4,6  | 4,8  | 4,9  | 4,9  | 4,9  | 5,3  | 5,1  | 4,6  |

### 2022—2025. Телеканал под руководством Александра Акопова
В ноябре 2022 года Вячеслав Муругов снова покинул должность гендиректора телеканала. Генеральным директором СТС вместо него был назначен Александр Акопов, ранее продюсировавший для канала успешные сериалы «Бедная Настя», «Моя прекрасная няня», «Не родись красивой», «Закрытая школа» и другие.
В 2023 году с ТНТ на СТС перешло шоу «Импровизация», сменив название на «Импровизаторы». С 2023 года на телеканале выходят новые успешные сериалы: ситкомы «Папины дочки. Новые» (продолжение «Папиных дочек»), «Мама будет против» (комедия от «Уральских пельменей»), «Солнце, море, два ствола», спортивная драма «Молодëжка. Новая смена» (продолжение «Молодëжки»), фэнтези «Наследники. Дар крови». Также выходят в эфир сериалы, созданные телеканалом совместно с интернет-платформами: комедии «Против всех», «Инспектор Гаврилов», драма «Плакса» и другие.
27 января 2025 года Всероссийский центр изучения общественного мнения опубликовал данные социологических опросов о телевидении в цифровую эпоху. Отвечая на вопрос, какие телеканалы объединяют поколения, предлагая программы, интересные для разных возрастных групп, большинство россиян назвали канал СТС — так ответили 23% опрошенных.
Доля аудитории канала СТС среди российских телезрителей старше 4-х лет с 2023 года
|               | 2023 | 2024 |
| ------------- | ---- | ---- |
| Показатели, % | 4,5  | 4,4  |

### 2025 — настоящее время
27 февраля 2025 года «Национальная Медиа Группа» сообщила о том, что Александр Акопов принял решение покинуть должность руководителя СТС и сфокусироваться на продюсерской и образовательной деятельности. Исполняющей обязанности директора телеканала СТС с 1 марта 2025 года назначена Ирина Варламова, ранее занимавшая позицию заместителя генерального директора «СТС Медиа» по управлению контентом.

## Слоганы
- «Первое развлекательное телевидение» (6 сентября 1999 — 31 августа 2002)[125]
- «Первый развлекательный» (1 сентября 2002 — 31 августа 2007, 1 октября 2021 — 27 августа 2023 и 1—28 февраля 2025 — использовался в эфире; 1 сентября 2007 — 30 сентября 2021, 28 августа 2023 — 31 января 2025 и с 1 марта 2025 года — используется только в свидетельстве о регистрации телеканала в качестве наименования СМИ)
- «СТС Революция» (август — октябрь 2004)[20]
- «Жизнь прекрасна» (весна 2006)[126]
- «Я смотрю СТС» (осень 2006)[127]
- «Новый год по-настоящему» (декабрь 2006 — январь 2007)
- «Десант развлечений», «Всё по-новому», «Весна — пора меняться» (весна 2007)[128]
- «Страна чудес» (декабрь 2007 — февраль 2008)
- «Дед Мороз любит тебя!» (декабрь 2009 — февраль 2010)
- «Классика развлечений» (1 мая — 15 августа 2010)[13]
- «Всё новое» (15 сентября 2014 — 1 ноября 2015)[129]
- «Больше солнца!» (23 октября 2017 — 17 декабря 2018)[130]
- «Больше радости, праздника, сюрпризов, свершений, счастья, тепла, успеха, нежностей, ёлок, юмора, подарков, свободы, вдохновения, красоты, любви, веселья, премьер!» (19 декабря 2017 — 14 января 2018, 18 декабря 2018 — 15 января 2019)
- «Зимой тепло! — на СТС» (15 января — 28 февраля 2019)
- «100% развлекательный!» (1 марта 2019 — 30 сентября 2021)
- «Зимуй с нами!» (2 декабря 2019 — 29 февраля 2020)[131]
- «100% новогодний!» (21 декабря 2020 — 17 января 2021)
- «Смотри — и точка», «Развлекательно — и точка» (июнь 2022)
- «СТС — меня/нас показывают!» (28 августа 2023 — 29 февраля 2024)[132]
- «Смотрим и отдыхаем!» (1 апреля — 31 июля 2024)[133]
- «СТС — который ты ждëшь» (1 августа 2024 — 31 января 2025)
- «Здесь всегда весна» (весна 2025)
- «Время ярких эмоций» (с 1 июня 2025 года)

## Вещание
- Цифровое эфирное вещание: телеканал доступен на третьей позиции во втором мультиплексе цифрового телевидения России.
- СТС имеет HD-версию своего вещания — она доступна в Интернете (на официальном сайте СТС и на видеосервисе «Wink»[134]), а также в сетях кабельного, спутникового и интерактивного телевидения[107][135].

## Кинопроекты
СТС участвовал в съёмке и продвижении некоторых российских фильмов:
- «Даже не думай 2: Тень независимости» (2004)[138]
- «Солнце» (2005)[139]
- «9 рота» (2005)[140]
- «Солдатский декамерон» (2005)[141]
- «Полумгла» (2005)[142]
- «Питер FM» (2006)[143]
- «Жара» (2006)
- «Кружовник» (2006)[144]
- «В ожидании чуда» (2007)
- «Май» (2007)[145]
- «18-14» (2007)
- «Чизкейк» (2008)[146]
- «Обитаемый остров. Фильм первый» (2008)
- «Обитаемый остров. Схватка» (2008)
- «Первая любовь» (2009)
- «На игре» (2009)
- «На игре 2. Новый уровень» (2010)
- «Туман» (2010)
- «Капитаны» (2010)
- «На измене» (2010)
- «Полосатое счастье» (2011)
- «Служебный роман. Наше время» (2011)
- «All inclusive, или Всё включено» (2011)
- «Да здравствуют антиподы!» (2011)[147]
- «Туман 2» (2012)
- «Всё включено 2» (2013)
- «Кухня в Париже» (2014)
- «Без границ» (2015)
- «СуперБобровы» (2016)
- «Одноклассницы» (2016)[148]
- «Завтрак у папы» (2016)
- «Гуляй, Вася!» (2017)
- «Защитники» (2017)
- «Одноклассницы. Новый поворот» (2017)
- «Везучий случай» (2017)
- «Кухня. Последняя битва» (2017)
- «Напарник» (2017)
- «Лёд» (2018)[149]
- «Днюха!» (2018)[150]
- «Ёлки последние» (2018)
- «Вторжение» (2020)[151]
- «Лёд 2» (2020)[152]
- «Спутник» (2020)[153]
- «Вратарь Галактики» (2020)[154]
- «Кто-нибудь видел мою девчонку?» (2021)[155]
- «Love» (2021)
- «Рашн Юг» (2021)
- «Три кота и море приключений» (2022)
- «Чук и Гек. Большое приключение» (2022)
- «Чебурашка» (2023)[156][157]
- «Царевны и таинственная гостья» (2023)
- «Повелитель ветра» (2023)[158]
- «Страсти по Матвею» (2023)
- «По щучьему велению» (2023)[159]
- «Одна дома» (2023)
- «Папины дочки. Новогодние» (2023)[118]
- «Ивановы-Ивановы. Новогодние каникулы» (2023)[118]
- «Не скажу» (2024)[118]
- «Я — медведь» (2024)
- «Лёд 3» (2024)[160]
- «Подростки. Первая любовь» (2024)
- «Обе две» (2024)
- «Маме снова 17» (2024)
- «Возвращение попугая Кеши» (2024)
- «Три кота: Зимние каникулы» (2024)
- «Одна дома. Великолепная пятёрка» (2024)
- «Знакомство родителей» (2025)
- «Красный шёлк» (2025)
- «Капитан Крюк» (2025)
- «Папины дочки. В кино» (2025, в производстве)[161]

## Награды
Телеканал имеет множество премий в области телевизионного дизайна и промоушна. Среди важнейших:
- 2004 — золото на конкурсе телевизионного маркетинга и рекламы БРЭНД ГОДА/EFFIE[162].
- 2007 — золото на лондонском Promax UK[163].
- 2008 — СТС стал лауреатом премии ТЭФИ в номинации «Оформление канала в целом (брендинг)» за промо-кампанию «СТС — страна чудес»[164].
- В 2016[165], 2017[166] и 2021[167] годах телеканал получал золото на конкурсе Promax BDA Europe Awards.
- В 2017[168] и 2020[169] годах — золото на конкурсе Promax BDA Global Excellence Awards.
- В 2019 и 2020 годах телеканал получал золото на конкурсе Promax BDA Asia[170][171].

Также несколько десятков проектов СТС являются обладателями премий ТЭФИ и АПКиТ.

## Критика
Несмотря на то, что во время теракта на Дубровке 23—26 октября 2002 года на СТС вместо традиционных развлекательных передач вышел экстренный выпуск новостей с Андреем Норкиным («Сейчас в России»), во время захвата заложников в Беслане в сентябре 2004 года, когда террористы захватили школу на юге России и более 330 человек погибло в результате перестрелки и взрывов, СТС транслировал очередной эпизод «Зачарованных». Впоследствии в дни общенациональных трауров телеканал стал вносить корректировки в эфир, убирая из сетки вещания развлекательные программы.
СТС позиционируется как исключительно неполитический канал, но, тем не менее, перед выборами Президента РФ в начале 2012 года на телеканале стартовал ситком «Восьмидесятые», который, по мнению Коммунистов Петербурга и Ленинградской области, пропагандировал отрицательное отношение к СССР, что вызвало их негативную реакцию.

## Руководство
Генеральные директора
- Сергей Скворцов (1996—1997)[180]
- Владимир Ханумян (1997—1998)[181]
- Роман Петренко (1998—2002)[182][183]
- Александр Роднянский (2002—2008)[184]

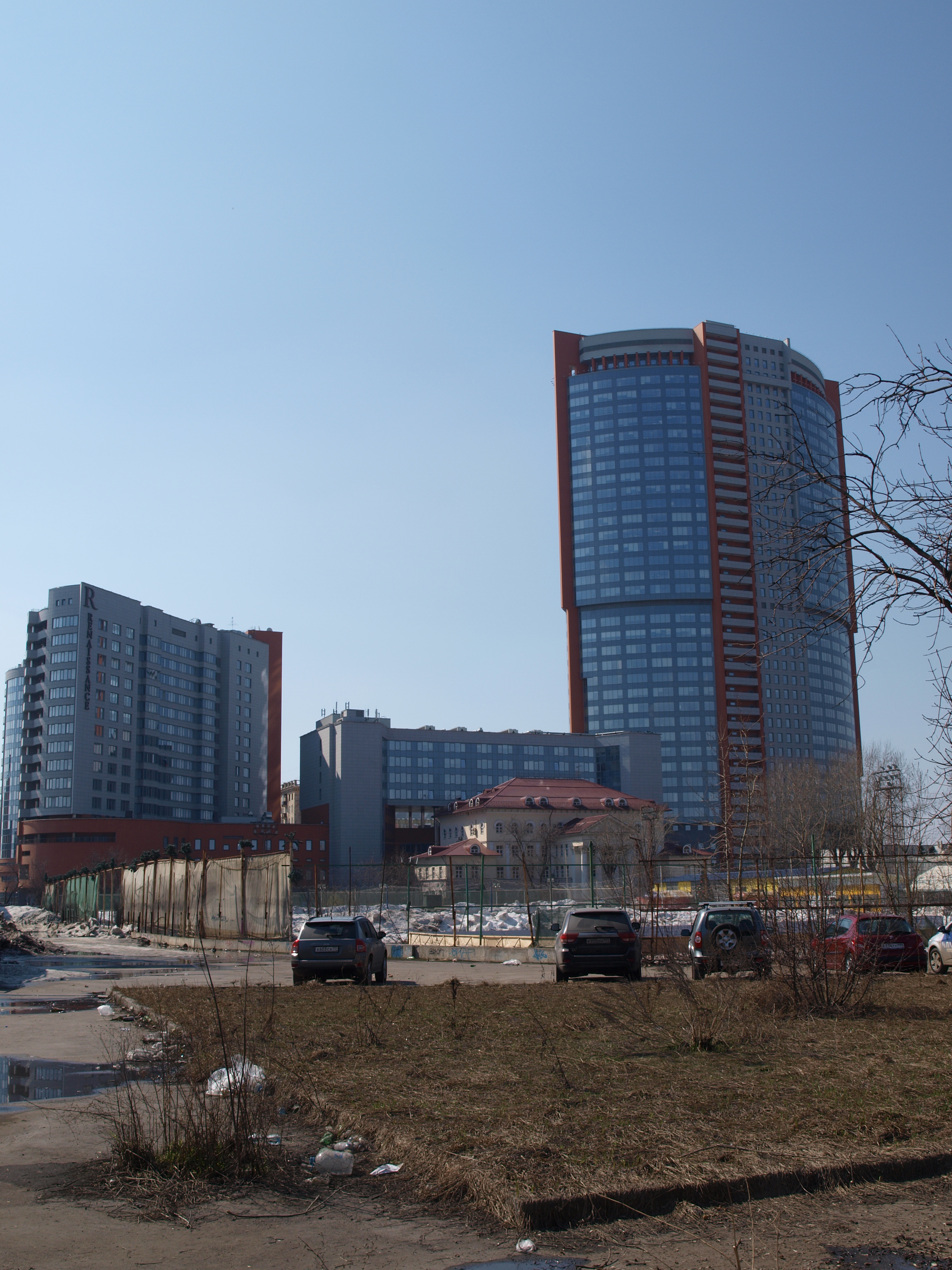
Бизнес-центр «Монарх» (Ленинградский проспект, 31), в котором находятся головные офисы телеканала (31—33 этажи)

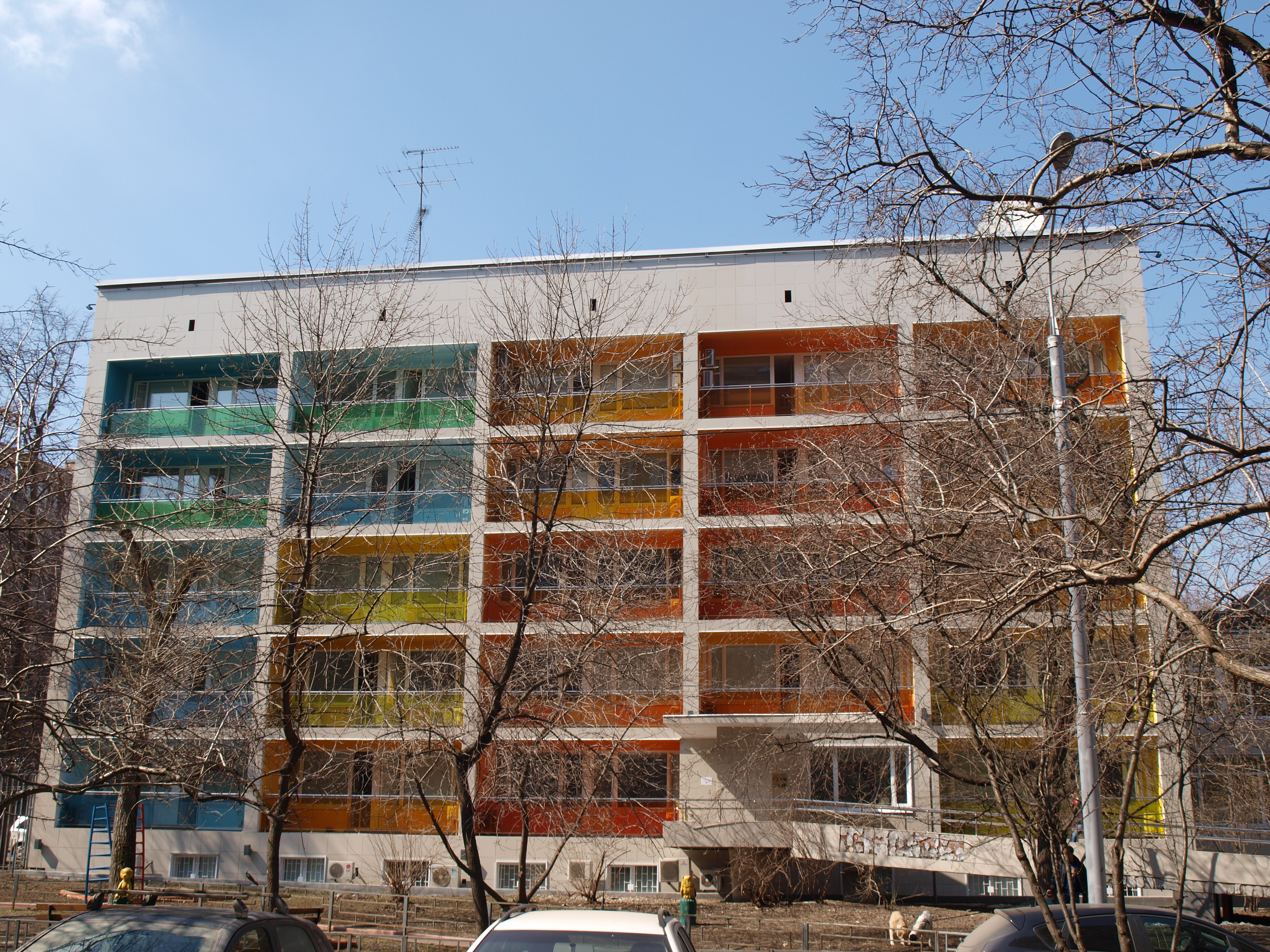
Дом 15 стр. 2 по улице Правды, в котором расположены производственные и вещательные помещения и офисы непосредственной подготовки эфира телеканала СТС, а также каналов «Домашний», «Че», СТС Love и СТС Kids

- Антон Кудряшов (июнь—сентябрь 2008)[185] — исполняющий обязанности
- Вячеслав Муругов (2008—2014, 2016—2022)[186][187]
- Эльмира Махмутова (2015—2016)[188]
- Юлиана Слащёва и Лика Бланк (март—май 2016)[189] — исполняющие обязанности
- Александр Акопов (2022—2025)[115][124]

Директора
- Дарья Легони-Фиалко (2016—2018)[190]
- Ирина Варламова (с 1 марта 2025)[124] — исполняющая обязанности

Генеральные продюсеры / Главные продюсеры
- Олег Вакуловский (1996—1997)[191]
- Кристофер Рис (1998—1999)[192]
- Дмитрий Троицкий (2001—2002)[193]
- Александр Цекало (2005—2006)[43]
- Екатерина Ласкари (девич. Андриенко) (2016—2018)
- Антон Федотов (2018—2023)[194]
- Максим Рыбаков (с 1 марта 2023)

Исполнительные продюсеры
- Дмитрий Троицкий (2000—2001)[195]
- Вячеслав Муругов (2007—2008)[196]
- Константин Наумочкин (2008—2011)[197]
- Владимир Неклюдов (2011—2015, с марта 2019)[198]
- Ирина Варламова (июнь—сентябрь 2016)[199]
- Екатерина Ласкари (девич. Андриенко)[200] (2018—2019)

Программные директора
- Виктор Литенко (1996—1997)[201]
- Алексей Зюнькин (2002—2006)[202]
- Анастасия Бялобжеская (2006—2009)[203]
- Александр Пронин (2010—2012)[204]
- Виктория Левченко (Шульженко) (2012—2015)[205]
- Антон Платонов (2015) — исполняющий обязанности
- Валентина Красных (2015—2016)[206]
- Ольга Задорожная (2016—2020)[207][208]
- Ксения Кононова (с января 2020)

## СТС Love
СТС Love — российский развлекательный телеканал, начавший вещание 14 февраля 2014 года. СТС Love ориентирован преимущественно на молодёжную аудиторию. Телеканал не является самостоятельным юридическим лицом, все программы собственного производства создаются непосредственно по заказу АО «СТС».

## СТС Kids
СТС Kids — российский детский телеканал, начавший вещание 6 июля 2018 года. Сетка вещания состоит из мультфильмов, образовательных и развлекательных программ. Телеканал не является самостоятельным юридическим лицом, входит в структуру АО «СТС».